# Camoapa
Camoapa è un comune del Nicaragua facente parte del dipartimento di Boaco.